# Маач, Тило
Тило Фридрих Маач (нем. Thilo Friedrich Maatsch, род. 13 августа 1900 г. Брауншвейг — ум. 20 марта 1983 г. Кёнигслуттер) — немецкий художник, график и скульптор, представитель таких направлений в искусстве, как конструктивизм, абстракционизм и конкретное искусство.

## Жизнь и творчество
Т. Маач ещё в юном возрасте начинает интересоваться авангардным искусством, уже в 16 лет он посещает выставку Франца Марка. Профессионально рисовать начал до 1918 года. В том же году он, вместе с Рудольфом Янсом и Иоганнесом Мольцаном создаёт в Брауншвейге «Общество друзей молодого искусства (Gesellschaft der Freunde junger Kunst)», в которое входят, кроме прочих, такие художники, как Лионель Фейнингер и Пауль Клее. В. Кандинский, покровительствоваший Т. Маачу и к которому тот относился с огромным уважением, создаёт эмблему этого общества. В 1919 и в 1921 годах Т. Маач приезжает в колонию художников в Ворпсведе к Генриху Фогелеру. В 1920-е годы он создаёт преимущественно абстрактно-геометрические, ярко-красочные полотна.
Так как живопись не давала художнику достаточно средств, в 1922 году он поступает на учительские курсы и через два года занимает место преподавателя в народной школе Хольцминдена. Однако, по его собственному признанию, «рисованием он занимается столь интенсивно, что семья и профессия перестают играть в его жизни какую-либо роль». В 1924 году Т. Маач продаёт свою первую картину — брауншвейгскому коллекционеру и меценату Отто Ральфсу, который явился к нему на квартиру вместе с супругами Василием и Ниной Кандинскими — чтобы выбрать понравившееся ему полотно. В том же году Т. Маач знакомится с Куртом Швиттерсом. В 1925 Отто Ральфс организует выставку работ членов «Общества друзей молодого искусства».
В связи с финансовыми трудностями Т. Маач не смог — как он хотел — пройти обучение в художественной школе Баухауса, однако во время отпусков он всё-таки там учился — сперва в Веймаре, а затем и в Дессау. Подружился в «Баухаусе» с П. Клее, Л. Фейнингером, Ласло Мохой-Надем. Кандинский, Клее и Мохой-Надь разрешили Маачу работать и учиться в их мастерских при «Баухаусе». В 1925 году Т. Маач становится членом Ноябрьской группы художников, в составе которой вплоть до 1932 участвует в «Большой берлинской художественной выставке». В 1927 году известный берлинский галерист Херварт Уолден в своей галерее «Штурм» устраивает персональную выставку работ Т. Маача, для которой отбирает 50 его графических произведений, 10 акварелей и несколько полотен.
После прихода к власти в Германии национал-социалистов, в 1934 Т. Маача исключают из Имперского союза художников, его творчество объявляется «дегенеративным искусством». Маач в это время работает учителем, во время Второй мировой войны он — санитар на Восточном фронте. С 1943 по конец 1945 года художник находился в плену в Советском Союзе. Вернувшись в Германию, он вновь работает учителем, занимает должность директора школы. В 1947 году Т. Маача посещает Эрнст Юнгер, отметивший затем, что «учитель, мечтатель, художник, переводчик, библиофил и археолог» Т. Маач находится в состоянии душевного кризиса.
В 1950-е годы Т. Маач неоднократно выезжает в Париж, участвуя в различных мероприятиях ЮНЕСКО. Приблизительно с 1966 года в обществе вновь возникает интерес к его художественному творчеству, в 1970—2000-е годы проводятся многочисленные выставки его работ — в Лондоне, Берлине, Кёльне, Базеле, Брауншвейге, Франкфурте-на-Майне, Нюрнберге, Гамбурге и др.

## Галерея
- Работы Т. Маача